# Guangzhou FC
Guangzhou Evergrande Football Club (chineză simplificată: 广州恒大; chineză tradițională: 廣州恆大; pinyin: Guǎngzhōu Héngdà; Jyutping: Gwong2 Zau1 Hang4 Daai6 Jyutping: Gwong2 Zau1 Hang4 Daai6) este un club profesionist de fotbal din China cu sediul în Guangzhou, Guangdong.  Stadionul de casă al echipei este Stadionul Tianhe cu o capacitate de 58500 de locuri.

## Palmares
- Super Ligă Chineză: 2011, 2012, 2013, 2014, 2015, 2016, 2017, 2019
- Ligă 1 Chineză: 2007, 2010
- FA Cupă Chineză: 2012
- FA Super Cupă Chineză: 2012
- AFC Ligă Campioni: 2013

## Lotul actual
La 7 martie 2024.
| Nr. |                            | Poziție | Jucător            |
| --- | -------------------------- | ------- | ------------------ |
| 1   | Republica Populară Chineză | P       | Askhan             |
| 2   | Republica Populară Chineză | F       | Wang Wenxuan       |
| 3   | Republica Populară Chineză | F       | Liu Langzhou       |
| 4   | Republica Populară Chineză | F       | Chen Quanjiang     |
| 5   | Republica Populară Chineză | F       | Wang Shilong       |
| 6   | Republica Populară Chineză | M       | Hou Yu (căpitan)   |
| 7   | Republica Populară Chineză | A       | Eysajan Kurban     |
| 8   | Lituania                   | F       | Rimvydas Sadauskas |
| 9   | Columbia                   | A       | Juan Alegría       |
| 11  | Republica Populară Chineză | A       | Abduwahap Aniwar   |
| 12  | Republica Populară Chineză | A       | Islam Yasin        |
| 13  | Republica Populară Chineză | F       | Wang Jie           |
| 14  | Republica Populară Chineză | M       | Wu Yongqiang       |
| 15  | Republica Populară Chineză | F       | Xu Bin             |
| 16  | Republica Populară Chineză | M       | Zhang Zhixiong     |

| Nr. |                            | Poziție | Jucător       |
| --- | -------------------------- | ------- | ------------- |
| 17  | Republica Populară Chineză | A       | Yang Hao      |
| 18  | Republica Populară Chineză | M       | Liao Jintao   |
| 19  | Republica Populară Chineză | A       | Wu Junjie     |
| 20  | Republica Populară Chineză | M       | Han Kunda     |
| 21  | Republica Populară Chineză | M       | Wang Shijie   |
| 22  | Republica Populară Chineză | A       | Li Jiahao     |
| 23  | Republica Populară Chineză | M       | Yang Dejiang  |
| 24  | Republica Populară Chineză | A       | Weli Qurban   |
| 26  | Republica Populară Chineză | M       | Li Xingxian   |
| 27  | Republica Populară Chineză | M       | Wang Junyang  |
| 28  | Columbia                   | A       | Juan Peñaloza |
| 29  | Republica Populară Chineză | A       | Zhang Dachi   |
| 30  | Republica Populară Chineză | A       | Bai Yutao     |
| 31  | Republica Populară Chineză | P       | Wu Zitong     |
| 32  | Republica Populară Chineză | P       | Huo Shenping  |

## Jucători notabili
| Angola - Quinzinho (2003–04) Australia - Brad Maloney (1995) Belarus - Mikalay Ryndzyuk (2005) Cameroon - Bertin Tomou (2001) Canada - Charles Gbeke (2010) China PR - Bai Lei (2008–09) - Feng Renliang (2013–prezent) - Feng Xiaoting (2011–prezent) - Gao Lin (2010–prezent) - Hu Zhaojun (2009–10) - Hu Zhijun (1990–97) - Huang Bowen (2012–prezent) - Huang Hongtao (1990–96, 1999–00) - Huang Qineng (1991–99) - Jiang Ning (2011–12) - Kong Guoxian (1986–93, 1998) - Li Jianhua (2009–12) - Li Wei (2005–06) | - Li Yong (1988–95) - Liu Jian (2014–prezent) - Mai Chao (1981–95) - Peng Weiguo (1990–97) - Qin Sheng (2012–prezent) - Rong Hao (2012–prezent) - Rong Zhihang (1966–69) - Su Yongshun (1950s) - Sun Xiang (2010–prezent) - Wu Pingfeng (2008–12) - Wu Qunli (1983–85, 1990–93) - Xu Liang (2007–09) - Yang Hao (2011) - Yang Jun (2011–2013) - Ye Weichao (2011–prezent) - Zeng Cheng (2013–prezent) - Zhang Linpeng (2011–prezent) - Zhao Dayu (1978–86) - Zhao Peng (2013–prezent) - Zhao Xuri (2012–prezent) - Zheng Long (2013–prezent) - Zheng Zhi (2010–prezent) DR Congo - Patrick Katalay (2000–01) Honduras - Luis Ramírez (2001, 2007–09) | Hong Kong - Ng Wai Chiu (2002–03) - Wei Zhao (2003–06) Italia - Alessandro Diamanti (2014–prezent) Coreea - Cho Won-Hee (2011–12) - Kim Young-Gwon (2012–prezent) - Park Ji-Ho (1998) Nigeria - Dominic Iorfa (1997) Paraguay - Lucas Barrios (2012–2013) - Casiano Delvalle (2007) Peru - Ismael Alvarado (2008–09) Romania - Corneliu Papură (2006) - Claudiu Răducanu (2006) - Constantin Schumacher (2006) Trinidad and Tobago - Arnold Dwarika (2004) - Gary Glasgow (2003–04) |

## Golgheteri all-time
Începând cu 1994. Actualizat la 22 decembrie 2013.
| Jucător      | Goluri | Perioada     |
| ------------ | ------ | ------------ |
| Muriqui      | 50     | 2010–prezent |
| Luis Ramírez | 48     | 2007–2009    |
| Gao Lin      | 45     | 2010–prezent |
| Hu Zhijun    | 36     | 1994–1997    |
| Darío Conca  | 33     | 2011–2013    |
| Xu Liang     | 29     | 2007–2009    |
| Wen Xiaoming | 24     | 2001–2008    |
| Elkeson      | 24     | 2013–prezent |
| Lu Lin       | 23     | 2003–2010    |
| Peng Weiguo  | 21     | 1994–1997    |

| Jucător      | Goluri | Perioada     |
| ------------ | ------ | ------------ |
| Muriqui      | 73     | 2010–prezent |
| Darío Conca  | 54     | 2011–2013    |
| Gao Lin      | 51     | 2010–prezent |
| Luis Ramírez | 48     | 2007–2009    |
| Hu Zhijun    | 36     | 1994–1997    |
| Elkeson      | 32     | 2013–prezent |
| Xu Liang     | 29     | 2007–2009    |
| Wen Xiaoming | 27     | 2001–2008    |
| Cléo         | 24     | 2011–2012    |
| Peng Weiguo  | 23     | 1994–1997    |
| Lu Lin       | 23     | 2003–2010    |

## Managerial history

### Non-professional club period (1954−1993)
| Manager     | Period    |
| ----------- | --------- |
| Luo Dizhi   | 1954–1956 |
| Zeng Peifu  | 1956      |
| Zheng Deyao | 1956      |
| Luo Rongman | 1956–1961 |
| Li Wenjun   | 1964      |
| Lin Xiaocai | 1966–1976 |
| Luo Rongman | 1977      |
| Feng Meilu  | 1977      |

| Manager      | Period    |
| ------------ | --------- |
| Luo Rongman  | 1978–1982 |
| Cai Tangyao  | 19831984  |
| Chen Yiming  | 1985      |
| Qi Wusheng   | 1986–1988 |
| Xie Zhiguang | 1989      |
| Chen Yiming  | 1990      |
| Zhou Suian   | 1991–1993 |

### Perioada profesionistă (1994−prezent)
Actualizat la 22 decembrie 2013.
| #  | Nume                      | Perioada                            | M  | V  | R  | Î  | GM  | GP | GD   | Rata% | Palmares                                                                                          |
| -- | ------------------------- | ----------------------------------- | -- | -- | -- | -- | --- | -- | ---- | ----- | ------------------------------------------------------------------------------------------------- |
| 1  | Zhou Suian                | 2 July 1994 – 7 June 1995           | 29 | 13 | 7  | 9  | 40  | 34 | +6   | 44,83 |                                                                                                   |
| 2  | Zhang Jingtian            | 8 June 1995 – 28 December 1995      | 16 | 6  | 5  | 5  | 27  | 24 | +3   | 37,5  |                                                                                                   |
| 3  | Xie Zhiguang              | 1996                                | 1  | 0  | 1  | 0  | 0   | 0  | +0   | 0     |                                                                                                   |
| 4  | Xian Dixiong              | 1996                                | 25 | 8  | 8  | 9  | 31  | 33 | −2   | 32    |                                                                                                   |
| 5  | Chen Yiming               | January 1997–13 august 1997         | 17 | 3  | 8  | 6  | 11  | 16 | −5   | 17,65 |                                                                                                   |
| 6  | Mai Chao                  | 13 august 1997 – 12 June 1998       | 24 | 5  | 11 | 8  | 24  | 28 | −4   | 20,83 |                                                                                                   |
| 7  | Chen Xirong               | 12 June 1998 – 4 May 1999           | 21 | 4  | 5  | 12 | 20  | 34 | −14  | 19,05 |                                                                                                   |
| 8  | Zhao Dayu                 | 1999                                | 18 | 6  | 6  | 6  | 24  | 25 | −1   | 33,33 |                                                                                                   |
| 9  | Gildo Rodrigues           | January 2000–19 April 2000          | 5  | 0  | 1  | 4  | 2   | 9  | −7   | 0     |                                                                                                   |
| 10 | Zhou Suian                | 19 April 2000 – 23 September 2000   | 18 | 6  | 6  | 6  | 25  | 20 | +5   | 33,33 |                                                                                                   |
| 11 | Edson Tavares (caretaker) | 13 November 2000 – 11 December 2000 | 0  | 0  | 0  | 0  | 0   | 0  | +0   | —     |                                                                                                   |
| 12 | Liu Kang                  | 11 December 2000 – 25 July 2001     | 16 | 5  | 7  | 4  | 15  | 13 | +2   | 31,25 |                                                                                                   |
| 13 | Zhou Suian                | 25 July 2001 – 2 September 2002     | 24 | 10 | 6  | 8  | 37  | 30 | +7   | 41,67 |                                                                                                   |
| 14 | Wu Qunli                  | 2 September 2002 – 19 December 2002 | 6  | 0  | 3  | 3  | 5   | 9  | −4   | 0     |                                                                                                   |
| 15 | Zhou Suian                | 19 December 2002 – 18 February 2003 | 0  | 0  | 0  | 0  | 0   | 0  | +0   | —     |                                                                                                   |
| 16 | Mai Chao                  | 18 February 2003 – 31 October 2005  | 91 | 41 | 33 | 17 | 144 | 86 | +58  | 45,05 |                                                                                                   |
| 17 | Drago Mamić (caretaker)   | 25 November 2005 – 25 February 2006 | 0  | 0  | 0  | 0  | 0   | 0  | +0   | —     |                                                                                                   |
| 18 | Qi Wusheng                | 25 February 2006 – 31 December 2006 | 26 | 16 | 3  | 7  | 47  | 27 | +20  | 61,54 |                                                                                                   |
| 19 | Shen Xiangfu              | 4 January 2007 – 30 November 2009   | 84 | 38 | 24 | 22 | 144 | 95 | +49  | 45,24 | 2007 China League One                                                                             |
| 20 | Peng Weiguo (caretaker)   | 1 December 2009 – 25 March 2010     | 0  | 0  | 0  | 0  | 0   | 0  | +0   | —     |                                                                                                   |
| 21 | Lee Jang-Soo              | 25 March 2010 – 16 May 2012         | 73 | 49 | 17 | 7  | 164 | 65 | +99  | 67,12 | 2010 China League One 2011 Chinese Super League 2012 Chinese FA Super Cup                         |
| 22 | Marcello Lippi            | 17 May 2012–prezent                 | 83 | 54 | 18 | 11 | 186 | 78 | +108 | 65,06 | 2012 Chinese Super League 2012 Chinese FA Cup 2013 Chinese Super League 2013 AFC Champions League |